# Narodowy Instytut Audiowizualny
Narodowy Instytut Audiowizualny (skrótowiec NInA) – dawna państwowa instytucja kultury w Polsce powołana w celu digitalizacji, udostępniania i promocji polskiego dziedzictwa audiowizualnego. Misją statutową NIn-y było utrwalanie, archiwizacja i upowszechnianie najbardziej wartościowych przejawów kultury filmowej, muzycznej i teatralnej. NInA realizowała krajowe i międzynarodowe projekty wykorzystujące możliwości Internetu i skierowane do szerokiego grona odbiorców.
Instytut prowadził działania z zakresu edukacji medialnej oraz badań dotyczących edukacji audiowizualnej współpracując z ekspertami w zakresie nowych mediów, prawa autorskiego i archiwizacji.
NInA podlegała Ministrowi Kultury i Dziedzictwa Narodowego. Jej dyrektorem był Michał Merczyński, który od początku ustanowienia instytucji zarządzał instytutem wraz z pięcioosobową radą.
W dniu 1 marca 2017 Narodowy Instytut Audiowizualny został połączony z Filmoteką Narodową w nową państwową instytucję kultury o nazwie Filmoteka Narodowa – Instytut Audiowizualny.

## Historia
Narodowy Instytut Audiowizualny został powołany 1 kwietnia 2009 w wyniku przemianowania działającego od 2005 Polskiego Wydawnictwa Audiowizualnego.
W nowej siedzibie Instytutu powstały nowoczesne pracownie digitalizacji, laboratoria badawcze oraz rekonstrukcyjne. Stworzone zostały pomieszczenia archiwum. Dodatkowo Instytut zyskał infrastrukturę, dzięki której rozszerzył działalność kulturalną i edukacyjną, w szczególności dzięki powstaniu przestrzeni edukacyjnych i konferencyjnych, wyposażonych w nowoczesne rozwiązania multimedialne.

## Działalność
Instytut inicjował i wspierał festiwale, koncerty, konferencje i wystawy. Był wydawcą wielu unikatowych na rynku serii DVD (także Blu-Ray i 3D) i CD przedstawiających polskie filmy animowane i dokumentalne jak również najnowszą twórczość współczesnych kompozytorów oraz reżyserów teatralnych i operowych. W 2011 odpowiadał za koncepcję i realizację Krajowego Programu Kulturalnego Polskiej Prezydencji 2011, zachęcając mieszkańców do aktywnego udziału w interdyscyplinarnym programie poszczególnych projektów, m.in. Europejskiego Kongresu Kultury we Wrocławiu.

### Digitalizacja
Oprócz rejestrowania najbardziej wartościowych zjawisk polskiej kultury i działalności wydawniczej, misją Narodowego Instytutu Audiowizualnego była systematyczna digitalizacja i upowszechnianie dostępu do zrekonstruowanych i zapisanych cyfrowo materiałów.
W latach 2010–2015 instytut był operatorem Programu Wieloletniego Kultura+, Priorytet Digitalizacja. Projekt miał na celu digitalizację zasobów kultury poprzez zakup sprzętu do digitalizacji, sam proces digitalizacji oraz cyfrowe upowszechnianie zdigitalizowanych zbiorów audiowizualnych, bibliotecznych, muzealnych, zabytków oraz zbiorów archiwalnych. Dzięki temu poszerzony dostęp do kultury zyskali zwłaszcza mieszkańców wsi i małych miast.
Kulturę+ realizowano we współpracy z czterema innymi Centrami Kompetencji, wspólnie z NIn-ą odpowiedzialnymi za wypracowanie odpowiednich standardów digitalizacji polskiego dziedzictwa kulturowego i opracowanie polityki digitalizacyjnej. Były to: Biblioteka Narodowa (w zakresie obiektów bibliotecznych), Narodowe Archiwum Cyfrowe (digitalizacja materiałów archiwalnych), Narodowy Instytut Muzealnictwa i Ochrony Zbiorów (w zakresie digitalizacji obiektów muzealnych) oraz Narodowy Instytut Dziedzictwa (w zakresie digitalizacji zabytków).
Wśród beneficjentów Programu znalazły się wytwórnie filmowe: Wytwórnia Filmów Dokumentalnych i Fabularnych, Studio Filmowe „Zebra”, Studio Filmowe „Tor” i Studio Filmowe „Kadr”, które przeznaczyły środki m.in. na cyfrową rekonstrukcję filmów dokumentalnych, digitalizację kronik filmowych i ich cyfrową dystrybucję. W wielu przypadkach zrekonstruowane filmy są zamieszczane bezpłatnie w sieci, m.in. na portalu Ninateka.
Wśród innych beneficjentów PW Kultura+ należy wymienić instytucje narodowe (Muzeum Pałacu Króla Jana III w Wilanowie, Muzeum Narodowe w Warszawie, Narodowy Instytut Fryderyka Chopina, Muzeum Historii Polski w Warszawie) oraz instytucje regionalne (Bibliotekę Śląską w Katowicach, Muzeum Ziemi Prudnickiej, Muzeum Miejskie Suchej Beskidzkiej, Wydawnictwo Miejskie Posnania). 

### Udostępnianie

#### Ninateka
Ninateka to platforma internetowa, na której udostępniane są zasoby Narodowego Instytutu Audiowizualnego. Obecnie znajduje się tam ponad sześć tysięcy filmów, spektakli, koncertów, słuchowisk i programów publicystycznych, dostępnych legalnie i bezpłatnie.

#### Muzykoteka
Muzykoteka to ogólnodostępny internetowy muzyczny serwis edukacyjny wydawany przez Narodowy Instytut Audiowizualny. Jego zadaniem jest  kształcenie świadomych odbiorców muzyki i aktywnych uczestników kultury oraz podniesienie poziomu powszechnej edukacji muzycznej w Polsce.

#### Wydawnictwo i koprodukcje
Film jest jednym z głównych obszarów działalności NIn-y od momentu jego powołania. Funkcjonując jeszcze jako Polskie Wydawnictwo Audiowizualne rozpoczął wydawanie unikalnych cykli poświęconych polskiej animacji i dokumentalistyce. Jednym z nich jest seria 14 albumów DVD „Polska Szkoła Dokumentu”, prezentująca polskie filmy dokumentalne wybitnych twórców m.in. Andrzeja Munka, Kazimierza Karabasza, Władysława Ślesickiego, Krzysztofa Kieślowskiego, Wojciecha Wiszniewskiego, Marcela Łozińskiego, Pawła Łozińskiego, Marka Piwowskiego, Jacka Bławuta, Marii Zmarz-Koczanowicz czy Marcina Koszałki.
Ważnym elementem wydawniczej aktywności NIn-y jest również temat historii polskiej animacji. Do tej pory Instytut wydał w sumie 5 wydawnictw (m.in. „Antologia polskiej animacji”, „Antologia polskiej animacji dla dzieci”), które przedstawiają polską animację oraz przybliżają szerokiemu gronu odbiorców bogaty dorobek polskich twórców filmu animowanego.
NInA prowadzi również aktywną działalność produkcyjną i koprodukcyjną. Na zlecenie Instytutu powstało kilkadziesiąt produkcji telewizyjnych. Rejestrowane są spektakle teatralne i operowe, koncerty, festiwale. Wśród filmów wyprodukowanych lub koprodukowanych przez NIn-ę znajdują się: „Hiszpanka” Łukasza Barczyka, „Ziarno prawdy” Borysa Lankosza, czy filmowa adaptacja sztuki Doroty Masłowskiej o polskim społeczeństwie czasu transformacji „Między nami dobrze jest” w reż. Grzegorza Jarzyny, oraz film  „Joanna” autorstwa Anety Kopacz, który znalazł się w wśród tytułów nominowanych do Oscara w kategorii Najlepszy Krótkometrażowy Film Dokumentalny.
Wśród wcześniejszych koprodukcji filmowych NIn-y można wymienić m.in. „Dzieci Ireny Sendlerowej” w reż. Johna Kenta Harrisona,  „Maska” – film animowany w reż. Braci Quay, czy "Dziennik z podróży”, reż. Piotr Stasik ukazujący twórczość wybitnego polskiego fotografa Tadeusza Rolke – film z udziałem nestora polskiej fotografii, opowiadający o przyjaźni dwóch światowej sławy grafików – Rosława Szaybo i Stanisława Zagórskiego film „Przyjaciele na 33 obroty”.
NInA jest też koproducentem filmów animowanych skierowanych do młodszych odbiorców m.in. „Parauszek i przyjaciele”, „Pamiętniki Florki”, czy „Kacperiada”.

### Dwutygodnik
NInA realizuje projekty wykorzystujące możliwości Internetu i skierowane do szerokiego grona odbiorców m.in. wydając internetowe pismo kulturalne dwutygodnik.com. Dwutygodnik powstał w roku 2009 jako tygodnik internetowy,  który oprócz tradycyjnych artykułów, recenzji i wywiadów wykorzystuje również nowoczesne środki audiowizualne: felietony interaktywne (takie jak reportaż interaktywny Filipa Springera o warszawskim Służewie), wideo-rozmowy, wideo-ilustracje do artykułów, wiersze czytane przez autorów, animacje, nagrania spektakli i koncertów.

### Projekty
Instytut prowadzi działania z zakresu edukacji medialnej oraz badań dotyczących edukacji audiowizualnej i kultury 2.0, współpracując z ekspertami w zakresie nowych mediów, prawa autorskiego i archiwizacji. W 2011 roku Narodowy Instytut Audiowizualny odpowiadał za koncepcję i realizację Krajowego Programu Kulturalnego Polskiej Prezydencji, stymulując pejzaż kulturalny Polski i zachęcając mieszkańców do aktywnego udziału w interdyscyplinarnym programie poszczególnych projektów, m.in. Europejskiego Kongresu Kultury we Wrocławiu.

#### Kultura 2.0[2]
W latach 2006–2013 Instytut był również organizatorem Festiwalu Kultura 2.0, który był przestrzenią dyskusji, warsztatów i akcji artystycznych poruszających temat zmian zachodzących w kulturze wraz z rozwojem technologii cyfrowych.
Zakres tematyczny Kultura 2.0:
1. Warszawa 2006 - Media - Sztuka - Dziedzictwo. Cyfrowy wymiar przyszłości
2. Wrocław 2007 - Przemiany kultury i twórczość w dobie mediów
3. Warszawa 2010 - Kultura odnawialna
4. Warszawa 2011 - Świadomi mediów
5. Warszawa 2012 - Status: obywatel
6. Warszawa 2013 - DOŚĆ!

#### NInA Wersja Beta[3]
Kontynuacją Festiwalu Kultura 2.0 jest Festiwal NInA Wersja Beta, który szerzej uwzględnia misję NIn-y: archiwizowanie, digitalizowanie i udostępnianie kultury. NInA Wersja Beta jest próbą wzbudzenia krytycznej dyskusji na temat nowych mediów i rodzących się zjawisk na przecięciu mediów cyfrowych, życia codziennego, kultury popularnej i artystycznej. Do tej pory odbyły się dwie edycje Festiwalu: Cyfrowe Opowieści (2015), której tematem były nowe sposoby opowiadania historii za pomocą narzędzi nowych mediów oraz Nowa Fala Seriali (2016) związana ze stopniowym wzrostem popularności i jakości produkcji serialowych. 

### Współpraca międzynarodowa[4]
Od 2010 Instytut jest członkiem Międzynarodowej Federacji Archiwów Telewizyjnych FIAT/IFTA. W październiku 2016 NInA była gospodarzem 40. edycji Światowej Konferencji Archiwów Audiowizualnych FIAT/IFTA Rethink the Future of AV. Wydarzenie odbyło się w siedzibie Instytutu, Centrum Nauki Kopernik oraz w Pałacu Kultury i Nauki.
NInA jest również członkiem Bałtyckiej Rady Archiwów Audiowizualnych (BAAC), która pracuje na rzecz archiwów i ich wykorzystywania w celu poszerzania świadomości historycznej i kulturowej regionu bałtyckiego i Skandynawii; PrestoCentre - sieci zrzeszającej prywatne i publiczne organizacje i podmioty zajmujące się branżą audiowizualną i archiwami; EUNIC Warszawa, której celem jest wzmacnianie dialogu międzykulturowego i wymiana doświadczeń w ramach wydarzeń współorganizowanych przez członków sieci oraz Stowarzyszenia Europeana, która zarządza międzynarodową cyfrową platformą archiwów audiowizualnych europeana.eu dającą dostęp do ponad 50 milionów zbiorów bibliotek, archiwów i muzeów całej Europy.
Partnerami strategicznymi Instytuty są także instytucje o znaczącym o dorobku dla europejskiego dziedzictwa audiowizualnego, takie jak Holenderski Instytut Sound&Vision i francuska Ina. 

## Siedziba[5]
Instytut mieści się w oddanej w 2015 roku do użytku siedzibie na warszawskim Służewie. W nowym budynku znajdują się nowoczesne pracownie digitalizacji, laboratoria badawcze oraz rekonstrukcyjne, a także pomieszczenia archiwum. Prace modernizacyjne były współfinansowane przez Unię Europejską w ramach Programu Infrastruktura i Środowisko 2007-2013. 

### Działania edukacyjne
NInA realizuje projekty z zakresu edukacji medialnej oraz badań dotyczących edukacji audiowizualnej. Oprócz projektów internetowych, takich jak Ninateka Edu oraz Muzykoteki Szkolnej, Narodowy Instytut Audiowizualny pełni funkcję instytucji zarządzającej priorytetem edukacja medialna i informacyjna. Celem priorytetu jest wspieranie zadań z obszaru edukacji medialnej i informacyjnej, której istotą jest przygotowanie do świadomego korzystania z nowych mediów oraz rozwój kompetencji związanych ze stymulowaniem działań twórczych w posługiwaniu się nimi.
W siedzibie Instytutu przeprowadzane są różnego typu szkolenia, zajęcia i warsztaty, w których uczestniczyć mogą osoby w każdym wieku i o różnych kompetencjach medialnych. 

### Archiwum[6]
Archiwum NIn-y przechowuje prawie 16 000 udostępnionych materiałów i ponad 6000 nośników analogowych i cyfrowych, zawierających dzieła kluczowe dla polskiej kultury, takie jak filmy Krzysztofa Kieślowskiego, spektakle Krystiana Lupy czy koncerty Krzysztofa Pendereckiego. Pracownicy Archiwum stopniowo opisują i udostępniają te materiały, wykorzystując w tym celu specjalny system informatyczny. Część z nich znajduje się w Ninatece. Te, które nie są dostępne on-line, można obejrzeć na miejscu w Archiwum. 

### Przestrzenie
W nowej siedzibie NIn-y znajdują się m.in. archiwum, pracownia digitalizacyjna wyposażona w nowoczesną linię do digitalizacji i rekonstrukcji cyfrowej materiałów audiowizualnych, pracownie służące warsztatom edukacyjnym, sala konferencyjna Minimax oraz sala audiowizualna Ziemia Obiecana wyposażona między innymi w rozkładaną widownię oraz systemem Dolby Atmos umożliwiającym profesjonalną rejestrację oraz transmisję wydarzeń.  Na potrzeby organizacji koncertów, pikników, akcji sąsiedzkich i artystycznych oraz kina letniego został również zagospodarowany dziedziniec Instytutu. 